# Charles Expert-Bezançon
Charles Expert-Bezançon est un homme politique français né le 5 janvier 1845 à Paris et mort le 22 mars 1916 dans la même ville.

## Biographie
Industriel dans la chimie, Charles Expert-Bezançon est l'un des plus importants producteurs de blanc de céruse, ce qui lui vaut des attaques violentes de la presse en 1902, ce produit étant accusé de provoquer le saturnisme. Il est président du comité central des chambres syndicales du commerce et de l'industrie, président de la chambre syndicale des produits chimiques.
Président du Comité national républicain du commerce de l'industrie, il est élu vice-président (1898) puis président (1900) du Grand cercle républicain.
Maire du 13e arrondissement de Paris, il est sénateur de la Seine de 1900 à 1909, inscrit au groupe de l'Union républicaine.

### Famille
Il est le père de la pianiste Marcelle Expert-Bezançon (ou Marcelle Piccoli) et le grand-père de l'acteur Michel Piccoli.